# Pont-tunnel Joseph-Samson
Le pont-tunnel Joseph-Samson est un pont-tunnel situé dans l'arrondissement de La Cité-Limoilou, à Québec.

## Situation et accès

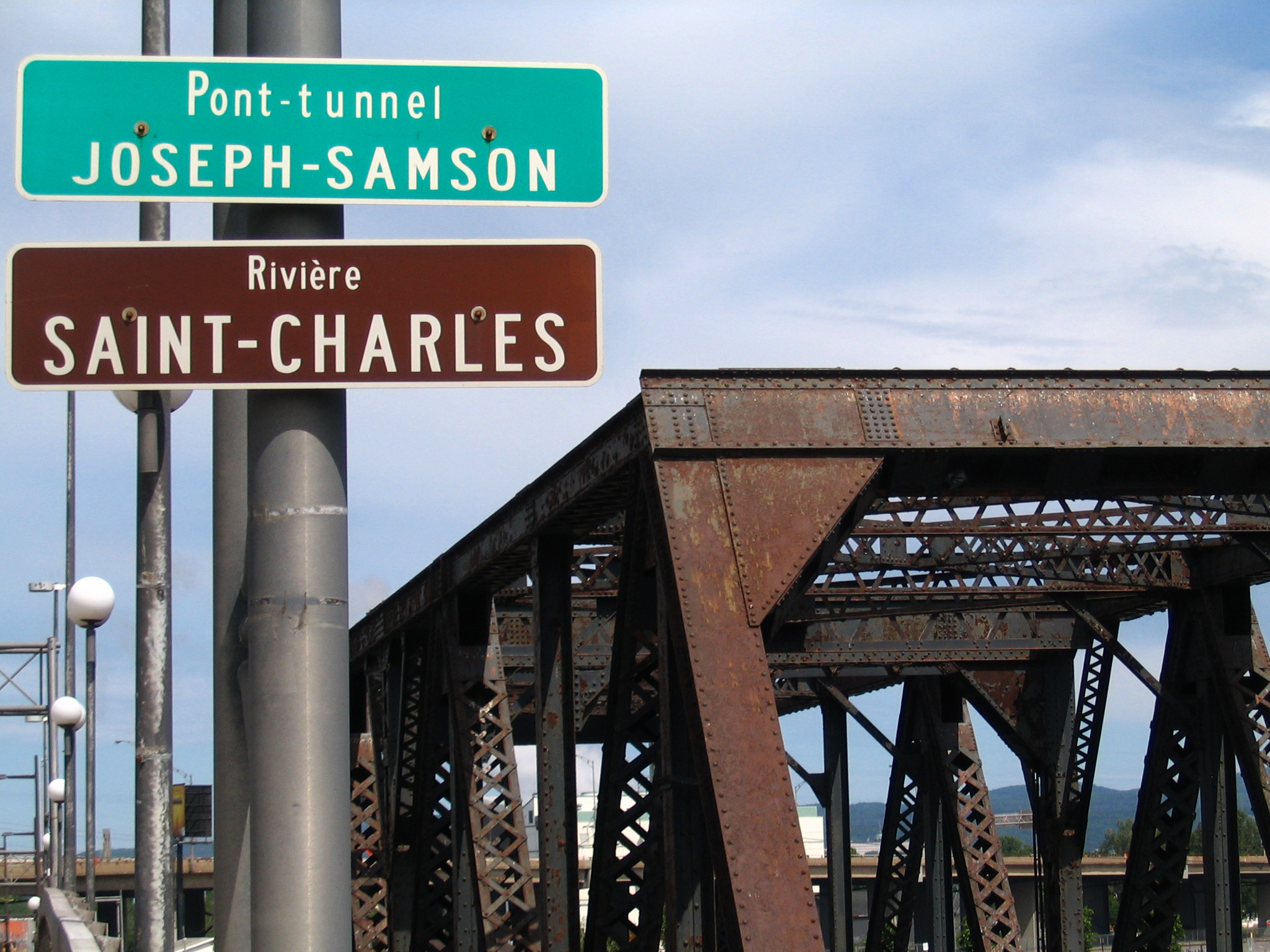
Panneau de signalisation routière

Le pont-tunnel Joseph-Samson permet la traversée de la rivière Saint-Charles. Il relie la côte Dinan, donnant accès à la haute-ville du Vieux-Québec, au boulevard des Capucins, situé dans le Vieux-Limoilou.
La partie en tunnel permet de passer sous la gare du Palais et l'édifice de la Société de l'assurance automobile du Québec.
Le pont possède 6 voies et le tunnel en possède 3.

## Origine du nom
Le pont-tunnel est nommé en mémoire de Joseph-Octave Samson, maire de Québec de 1920 à 1926 et député libéral de Québec-Centre à l'Assemblée législative du Québec de 1927 à 1935. Samson fut impliqué dans la construction du précédent pont, qui portait également son nom.

## Historique
Il est construit entre 1984 et 1985 par le ministère des Transports du Québec qui en est toujours le propriétaire. Il constitue aujourd'hui l'extrémité Est de la route 136.
Il est fermé quelques semaines durant l'hiver 2019-2020 pour des travaux.